# Terminal Choice
Terminal Choice – niemiecka grupa wykonująca muzykę electronic rock. Zespół został założony przez wokalistę Chrisa Pohla (Blutengel, Tumor, Pain of Progress) w 1993 roku w Berlinie.

## Historia
Teksty piosenek grupy wykonywane są zarówno w ojczystym języku niemieckim, jak i w języku angielskim. Dźwięk był pierwotnie tylko muzyką elektroniczną, jednak w roku 1998 do brzmienia Terminal Choice dołączyły gitary.
Oprócz Chrisa Pohla w oryginalnym składzie zespołu pozostał grający na perkusji Jens Gärtner. W 1997 roku do grupy dołączył gitarzysta Manuel Selling. W roku 2000 Selling odszedł, a na jego miejsce wkroczył Gordon Mocznay, który grał zarówno na gitarze, jak i na basie. Rok później do Terminal Choice dołączył Louis Manke, dodając drugą gitarę do brzemienia zespołu. Pomimo tego, iż muzycy nie działali tylko w jednym zespole, udało im się wraz z Terminal Choice nagrać dziewięć studyjnych płyt. Stworzyli też dwa teledyski do utworów „Don’t Go” oraz „Keine Macht”.

## Członkowie zespołu
- Chris Pohl – Wokal (1993-do dziś)
- Jens Gärtner – Perkusja (1997-do dziś)
- Gordon Mocznay – Bas (2000-do dziś)
- Louis Manke – Gitara(2001-do dziś)

### Byli członkowie
- Manuel Selling – Bas (1997-2000)
- Sten Nitschke – Producent, Remixer (1997-2000)(Zmarł w 2011 roku)

## Dyskografia

### Demo
- 1993: Terminal Choice
- 1994: Desiderius
- 1994: Facets of Pain
- 1994: Desiderius
- 1995: Degernerated Inclinations

Nienotowane
- 1994: In Equal Shares / Split Tape
- 1994: Demonstrate The Power

### Pełnowymiarowe albumy
- 1996: In the Shadow of Death
- 1998: Navigator
- 1999: Black Past
- 2000: Ominous Future
- 2003: Buried a-Live (Live album)
- 2003: Menschenbrecher
- 2003: Reloadead („Best of” album)
- 2006: New Born Enemies
- 2010: Übermacht

### Single
- 1995: Totes Fleisch
- 1998: Totes Fleisch Remixes
- 2000: No Chance
- 2000: Fading
- 2000: Animal
- 2003: Injustice
- 2006: Don’t Go

### EPs
- 1997: Khaosgott
- 1999: Venus
- 2002: Collective Suicide
- 2009: Keine Macht MCD